# Hans Otto Glahn
Hans Otto Glahn (* 1. April 1895 in Le Ban-Saint-Martin bei Metz; † August 1979) war ein deutscher Politiker und Landrat in Usingen.

## Leben
Hans Otto Glahn, der evangelisch-lutherischer Konfession war, studierte Rechtswissenschaften und trat im Jahr 1922 in den preußischen Staatsdienst. 1923 wurde er Regierungsreferendar und 1926 bis 1929 war er Regierungsassessor beim Landratsamt im Landkreis Siegen, bevor er (zunächst kommissarisch) am 19. Februar 1929 als Landrat nach Usingen berufen wurde. Der Kreistag wählte ihn 1929 mit den Stimmen der SPD, dem Zentrum und der Liste der Beamten und Handwerker, die zusammen 12 Mandate im Kreistag hatten gegen die 8 Stimmen der Hessen-Nassauischen Bauernpartei. Am 7. September 1929 erfolgte die definitive Ernennung. Am 4. Februar 1932 wechselte Glahn als kommissarischer Landrat in den Landkreis Eschwege, die definitive Ernennung wurde ihm jedoch am 15. Februar 1932 aufgrund seiner SPD-Mitgliedschaft verweigert. Stattdessen wechselte er im Oktober 1932 in das Regierungspräsidium Köslin. Mit der Machtergreifung der Nationalsozialisten wurde er aus dem Staatsdienst entlassen.
Nach dem Zweiten Weltkrieg wurde er im Jahr 1945 als Oberkreisdirektor des Landkreises Ammerland eingesetzt und blieb bis 1947 in dieser Position. Am 22. Dezember 1947 trat er sein neues Amt als Oberstadtdirektor in Göttingen an. Die dortige SPD hatte bei den Kommunalwahlen eine absolute Mehrheit erreicht und den ortsfremden Hans Otto Glahn gewählt. Für Glahn, der vom linken Flügel der Sozialdemokraten nominiert worden war, stimmten die Abgeordneten von SPD und KPD gegen die anderen Oppositionsfraktionen. Seine Amtsführung war jedoch umstritten und er verlor bald die Unterstützung der eigenen Fraktion. Bei der Kommunalwahl 1948 büßte die SPD ihre Mehrheit ein und FDP und CDU verfügten über die Mehrheit im Rat. Am 29. Januar 1949 verabschiedete der Rat bei nur drei Gegenstimmen eine Resolution, in der festgestellt wurde, dass Glahn nicht fähig sei, die Geschäfte der Stadt ordnungsgemäß zu führen (die SPD-Fraktion hatte die Sitzung aus Protest verlassen). Es wurde ein Disziplinarverfahren durchgeführt und Glahn nach nur 14 Monaten Amtszeit in den Ruhestand versetzt. Der Antrag dieses Verfahren abzulehnen, fand am 22. April 1949 keine Mehrheit im Rat. Auch von den SPD-Abgeordneten stimmten nur 11 diesem Antrag zu.
Glahn wehrte sich gegen die Pensionierung vor Gericht und erreichte im Jahr 1953 die Nachzahlung von 48.000 DM.